# Подворье Иоанна Предтечи (Иерихон)
Подворье Иоанна Предтечи в Иерихоне — подворье Русской духовной миссии Московского Патриархата. Построено для приёма паломников на месте, где по преданию находился дом мытаря Закхея.
На месте дома построен небольшой храм, названный в честь мытаря Закхея, а всё подворье названо в честь Иоанна Предтечи.
На подворье имеется двухэтажный жилой дом для священника, сестёр и паломников, несколько хозяйственных построек и огромный сад из пальм, винограда и цитрусовых, а также небольшие интересные раскопки.

## История
Территория подворья площадью 1,5 га была приобретена в 1874 году начальником Русской Духовной Миссии архимандритом Антонином (Капустиным) для паломников к месту Крещения на реке Иордан. Территория на картах обозначалось как «Лавра Кирияка Отшельника» и, по преданию, расположена на месте дома Закхея, на котором преподобный Савва Освященный в VI веке построил паломнический приют.
На территории подворья во время раскопок в 1891 году были обнаружены колонны византийского храма VI века, плита из розового камня, камни с изображениями святых и мозаика VI века с надписью на греческом языке:

Гробница блаженного Кириака, пресвитера и игумена, устроившего святую часовню славного мученика Георгия и принесшего её в дар святейшему новому храму славной Богородицы в Иерусалиме. Скончался одиннадцатого декабря, пятнадцатого индикта [566 года], в царствование нашего повелителя Флавия Юстина Второго (565—578).

Для сохранения мозаики и гробницы на месте византийского храма была возведена часовня в честь святого Предтечи и Крестителя Господня Иоанна.
После революции в России подворье принадлежало РПЦЗ. В период с 1917 по 1948 годы Иерихон находился на территории Британского мандата в Палестине. В 1948 году Иерихон отходит к Иордании. В 1967 году в результате шестидневной войны города переходит к Израилю. В 1993 году в рамках Соглашений в Осло Иерихон был передан Палестинской национальной администрации.
Паломников там не принимали, а часть помещений попросту сдавали в аренду.
15 января 2000 года по решению президента палестинской национальной администрации Ясира Арафата была осуществлена передача участка Русской духовной миссии Московского Патриархата. В момент передачи собственности законным владельцам мимо Иерихона на автомобиле проезжали две монахини РПЦЗ: Мария Стефанопулос из Нью-Йорка и Ксения Сесена из Сан-Франциско. Пройдя на территорию участка, монахини отказались оттуда выходить до решения вопроса в пользу РПЦЗ. Американский консул, опередив российских дипломатов, первым прибыл на место события. Он же пытался убедить Патриарха Иерусалимского Диодора I не поддерживать Московский Патриархат.
31 января Патриарх Диодор на встрече с председателем Отдела внешних церковных сношений Московского Патриархата митрополитом Смоленским и Калининградским Кириллом (Гундяевым) высказался в поддержку передачи участка в Иерихоне Московскому Патриархату и подчеркнул необходимость скорейшего преодоления раскола и воссоединения РПЦЗ с Русской Православной Церковью.
Общественный интерес к событию, особенно в США, подогрело то обстоятельство, что Русская Православная Церковь за границей имеет центр в Нью-Йорке и обе монахини — гражданки США, а также то, что Мария (Стефанопулос) оказалась родной сестрой Джорджа Стефанопулоса, бывшего советника Президента США Билла Клинтона. Конгрессмен от демократов Кэролин Малони (штат Нью-Йорк) активно собирает материалы по этому вопросу для слушаний в Конгрессе США.